# Окладные церковные книги
Окладные церковные книги — документы древней Руси и Российского государства (вплоть до конца XIX в.), содержавшие ежегодное распределение разных даней, собиравшихся с церквей на потребности местной иерархии и целого государства.
Наряду с метрическими книгами являются одним из источников в генеалогических исследованиях.
В них записывались сведения о рождении ребёнка и о смерти его.